# Karang Negara
Karang Negara is een bestuurslaag in het regentschap Ogan Komering Ulu van de provincie Zuid-Sumatra, Indonesië. Karang Negara telt 306 inwoners (volkstelling 2010).